# Rafael Bardem
Rafael Bardem Solé (Barcelona, 10 de enero de 1889-Madrid, 6 de noviembre de 1972) fue un actor de cine y teatro español.

## Biografía
Comenzó su trayectoria artística a la edad de veinte años en la compañía teatral de Rosario Pino y durante los siguientes treinta años forjó una sólida carrera sobre los escenarios, desfilando por las compañías de Tallavé, Enrique Borrás, Carmen Díaz, María Guerrero y finalmente la suya propia en los años 1940, de la que formaron parte actrices como Olvido Rodríguez, Paquita Gallego y Carmen Sánchez junto con su mujer.
Debutó en el cine en 1941 con la película Tierra y cielo, de Eusebio Fernández Ardavín. Fue el primero de una larga serie de títulos que superaron la centena, casi siempre en papeles secundarios.
Casado en 1918 con la actriz Matilde Muñoz Sampedro, los hijos de ambos, Juan Antonio y Pilar, continuaron la tradición artística familiar. La hija que falleció niña también se había llamado Pilar. 
Tras la guerra civil ubicó su residencia en Madrid y trató de colocarse como actor de reparto en otras compañías tras el retiro de su mujer de los escenarios al terminar los años cuarenta, alcanzó el respeto al colocarse en la del María Guerrero en donde tuvo la suerte de volver a coincidir con muchos anteriores compañeros y estrenar algunos éxitos teatrales muy del gusto de la sociedad del momento.

## Teatro (selección)
- La melodía del jazz-band (1931)
- Un marido de ida y vuelta (1939).
- El nido ajeno (1939).
- Carlo Monte en Monte Carlo (1939).
- Las siete vidas del gato (1944).
- El caso de la mujer asesinadita (1946).
- Un espíritu burlón (1946).
- Plaza de Oriente (1947).
- Don Juan Tenorio (1948).
- Hamlet (1949).
- Veinte y cuarenta (1951).
- Llama un inspector (1951).
- Entre bobos anda el juego (1951).[1]
- Ruy Blas (1952).[2]
- El alcalde de Zalamea (1952).
- Casi un cuento de hadas (1953).
- La importancia de llamarse Ernesto (1953).[3]
- Irene o el tesoro (1954).
- El caso de la señora estupenda (1953).
- El caso del señor vestido de violeta (1954).
- El caso del hombre perdido (1956).

## Filmografía
| - Mauricio o una víctima del vicio (1940) - Tierra y cielo (1941) - Empezó en boda (1944) - El clavo (1944) - El obstáculo (1945) - Senda ignorada (1946) - Mariona Rebull (1946) - Luis Candelas, el ladrón de Madrid (1947) - Nada (1947) - Angustia (1947) - La mies es mucha (1948) - Revelación (1948) - La vida encadenada (1948) - Una mujer cualquiera (1949) - Vendaval (1949) - El Santuario no se rinde (1949) - Servicio en la mar (1951) - Esa pareja feliz (1951) - El cerco del diablo (1952) - Sor intrépida (1952) - Hace cien años (1952) - Les amants de Tolède (1953) - Todo es posible en Granada (1954) - Felices Pascuas (1954) - El tren expreso (1954) - El beso de Judas (1954) - Historias de la radio (1955) - El guardián del paraíso (1955) - La Hermana Alegría (1955) - Manolo, guardia urbano (1956) | - Los ladrones somos gente honrada (1956) - Faustina (1957) - Fulano y Mengano (1957) - Camarote de lujo (1957) - La venganza (1958) - Aquellos tiempos del cuplé (1958) - ¿Dónde vas, Alfonso XII? (1958) - Con la vida hicieron fuego (1959) - Gayarre (1959) - La novia de Juan Lucero (1959) - La casa de la Troya (1959) - Sonatas (1959) - Diego Corrientes (1959) - Siega verde (1960) - La rosa roja (1960) - Mi último tango (1960) - El hombre que perdió el tren (1960) - La mentira tiene cabellos rojos (1960) - El Litri y su sombra (1960) - Teresa de Jesús (1961) - Cariño mío (1961) - Prohibido enamorarse (1961) - Fantasmas en la casa (1961) - Nunca pasa nada (1963) - Historia de una noche (1963) - Misión Lisboa (1965) - Agente X 1-7 operación Océano (1965) - Sette pistole per i MacGregor (1966) - La mujer perdida (1966) - Buenos días, condesita (1966) - Del amor y otras soledades (1969) |